# Club Escacs Peona i Peó
El Club Escacs Peona i Peó és una entitat esportiva del barri del Guinardó de Barcelona. Fou fundat l'any 1994 com a secció d'escacs dels Lluïsos d'Horta. Un dels seus impulsors fou Pep Melendres, que presidí el club fins a la seva mort el juny de 2023.
Ha tingut diferents seus, però el 2011 s'instal·là al Casal d'Entitats del Mas Guinardó. Des de la seva fundació organitza anualment el Torneig Escolar per equips i un torneig de simultànies durant la Festa Major d'Horta. El 2004 organitzà el Campionat de Catalunya femení a la Pobla de Lillet i, el 2005, les primeres Jornades Dona i Escacs als locals del Consell Català de l'Esport. Inicià una col·laboració amb l'ONG Chess and Pace Ambassador, presidida per la jugadora georgiana Ana Matnadze, que portà al club alguns joves jugadors de Geòrgia que han ajudat el primer equip.

## Resultats destacats en competició
Assolí el Campionat de Catalunya de preferent (2008), el subcampionat de segona divisió (2009) i l'ascens a primera. Destaca en la formació, amb diversos campions i campiones de Catalunya i d'Espanya en categories inferiors i nombrosos podis per equips, a més d'aportar jugadors a les seleccions catalanes i estatals.
El 2013 fou subcampió de la primera divisió de la Lliga Catalana i ascendí de categoria a la Divisió d'Honor.
El desembre de 2014 fou campió d'Espanya per equips Sub16 a Benidorm amb l'equip format per Ferran Cervelló, Dani Garcia, Xavier Povill i Víctor Collell.